# Самсонова, Елена Павловна
Елена Павловна Самсонова (1890 — 1958) — русский авиатор, одна из первых женщин-пилотов. Дочь военного инженера.

## Биография
Родилась в 1890 году.
Окончила с золотой медалью курс Белостокской гимназии, состояла слушательницей Бестужевских курсов в Петербурге. Затем окончила шоферские курсы в Варшаве. В сентябре 1913 года участвовала в соревнованиях в пригороде Москвы.
Помимо того, что Самсонова была водителем, она стала еще и одной из первых российских летчиц. Летом 1913 года в школе Б. Масленникова Самсонова сдала пилотский экзамен (диплом пилота-авиатора ИВАК № 167 от 23.08.1913). Испытания проводились в присутствии комиссии Общества воздухоплавания по принятой в России программе. Комиссия признала её достойной звания пилота. Самсонова стала первой женщиной-пилотом, получившей диплом на Московском аэродроме, и 5-й в России — после Галанчиковой, Шаховской, Зверевой и Анатра.
После начала Первой мировой войны Самсонова пошла работать сестрой милосердия в военный госпиталь в Варшаве, но затем быстро стала работать шофёром в 9-й армии. В Галиции она служила шофёром с октября 1914 по февраль 1915, затем её отправили в Москву.
Весной 1917 года премьер-министр Временного правительства А. Ф. Керенский официально разрешил женщинам служить в армии. Елена Самсонова попала служить в 26-й КАО (корпусной авиационный отряд) вместе с Софьей Долгорукой и, возможно, совершила несколько боевых вылетов на разведку в качестве наблюдателя.
После Гражданской войны Самсонова работала преподавателем физкультуры в Сухуми.
Умерла в 1958 году.